# Stäppsenap
Stäppsenap (Rapistrum rugosum) är en art i familjen korsblommiga växter. 